# Chloroclystis humilis
Chloroclystis humilis är en fjärilsart som beskrevs av Alfred Philpott 1917. Chloroclystis humilis ingår i släktet Chloroclystis och familjen mätare. Inga underarter finns listade i Catalogue of Life.